# Martin Hongla
Martin Hongla Yma II (* 16. März 1998 in Yaoundé) ist ein kamerunischer Fußballspieler. Der Mittelfeldspieler steht beim spanischen Erstligisten FC Granada unter Vertrag.

## Karriere

### Vereine
Hongla wurde als Jugendlicher in der Fußballakademie des ehemaligen Profis Blaise Nkufo ausgebildet. Im Jahr 2016 wechselte er nach Spanien zum FC Granada. Dort wurde er überwiegend in der zweiten Mannschaft in der drittklassigen Segunda División B eingesetzt. Sein erstes Spiel in der Primera División bestritt er am 28. Januar 2017 beim 2:0 gegen den FC Villarreal, als er über die gesamte Spielzeit eingesetzt wurde.
Zur Saison 2017/18 rückte Hongla in den Kader der ersten Mannschaft auf, die mittlerweile in die Segunda División abgestiegen war. Im Januar 2018 wurde er für die restliche Saison an die zweite Mannschaft des FC Barcelona ausgeliehen. In der folgenden Saison wechselte er ebenfalls auf Leihbasis´für ein halbes Jahr zum  ukrainischen Klub Karpaty Lwiw. Am Ende der Leihfrist unterschrieb er einen Vierjahresvertrag beim belgischen Erstligisten Royal Antwerpen. Mit diesem Klub gewann er 2020 den belgischen Pokal.
Für die Dauer der Saison 2021/22 wurde er an den italienischen Erstligisten Hellas Verona ausgeliehen. Das Leihgeschäft enthielt eine Kaufoption, von der die Norditaliener am Ende der Spielzeit Gebrauch machten.
Nachdem er zwischenzeitlich an Real Valladolid ausgeliehen war, kehrte er im Januar 2024 zum FC Granada zurück.

### Nationalmannschaft
Hongla nahm 2015 mit Kamerun am U-17-Afrika-Cup 2015 teil. Bei der 1:3-Niederlage im ersten Gruppenspiel gegen Mali erzielte er den zwischenzeitlichen Ausgleich zum 1:1. Kamerun verlor alle drei Spiele der Vorrunde und schied aus.
In der Qualifikation für die U-20-Fußball-Afrikameisterschaft 2017 trug Hongla durch einen Treffer beim 3:0 gegen Libyen zum Erreichen der Endrunde bei, an der er jedoch nicht teilnahm.
2019 nahm er mit der kamerunischen U-23-Mannschaft am U-23-Afrika-Cup teil, der gleichzeitig das Qualifikationsturnier für die Olympischen Spiele 2020 war. Kamerun verpasste jedoch die Qualifikation.
Sein Debüt für die kamerunische Nationalmannschaft gab er am 16. November 2020 beim 2:0-Sieg im Qualifikationsspiel zur Afrikameisterschaft 2022 gegen Mosambik. Nach der erfolgreichen Qualifikation wurde er in den kamerunischen Kader berufen. Er kam im Vorrundenspiel gegen Äthiopien, im Achtelfinale gegen die Komoren, im Viertelfinale gegen Gambia sowie im Halbfinalspiel gegen Ägypten, das Kamerun nach Elfmeterschießen verlor, zum Einsatz.
Anlässlich der Fußball-Weltmeisterschaft 2022 in Katar nominierte ihn Nationaltrainer Rigobert Song für das kamerunische Aufgebot.

## Erfolge
- Belgischer Pokalsieger: 2019/20